# 中朝鸭绿江界河公路大桥
中朝鸭绿江界河公路大桥（朝鲜语：／），俗称新鸭绿江大桥（신압록강대교/新鴨綠江大橋），是一座高速公路桥，用以连接中国辽宁省丹东市和朝鲜平安北道新义州市，位于鸭绿江大桥下游12公里处，主桥为主跨636m的双塔双索面钢箱梁斜拉桥，桥宽28.5米、双向4车道，桥体长3.026公里，包括联络公路总长预计为20.4公里 。
建设工程于2010年12月31日开工，2013年完成主桥合龙工作，原预计2014年竣工通车。但是朝鮮側的連接引道並沒有開工，因此大橋從沒有開放。
2019年9月，朝鲜最高领导人金正恩发布“第一号命令”，旨在开通大桥。截至12月中旬，可以确认到朝鲜已开工连接大桥的道路并建成了长达数公里的路基。 2020年1月底，由于新冠疫情迅速蔓延，朝鲜方面立刻封锁了中朝边境并全员撤回施工人员。2020年4月12日起，又开始复工。

## 图库

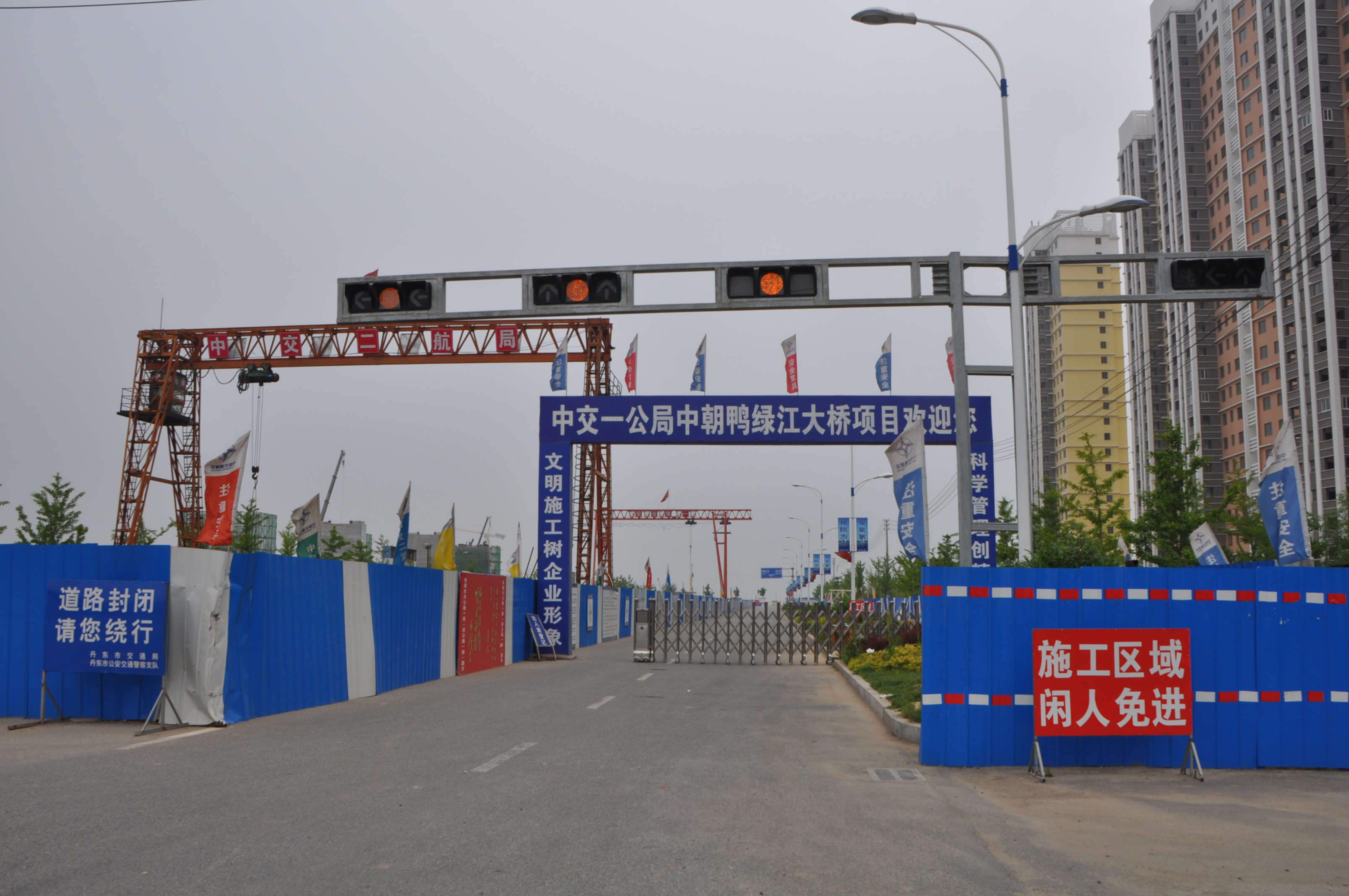
中朝鸭绿江界河公路大桥建筑工地入口（丹东）
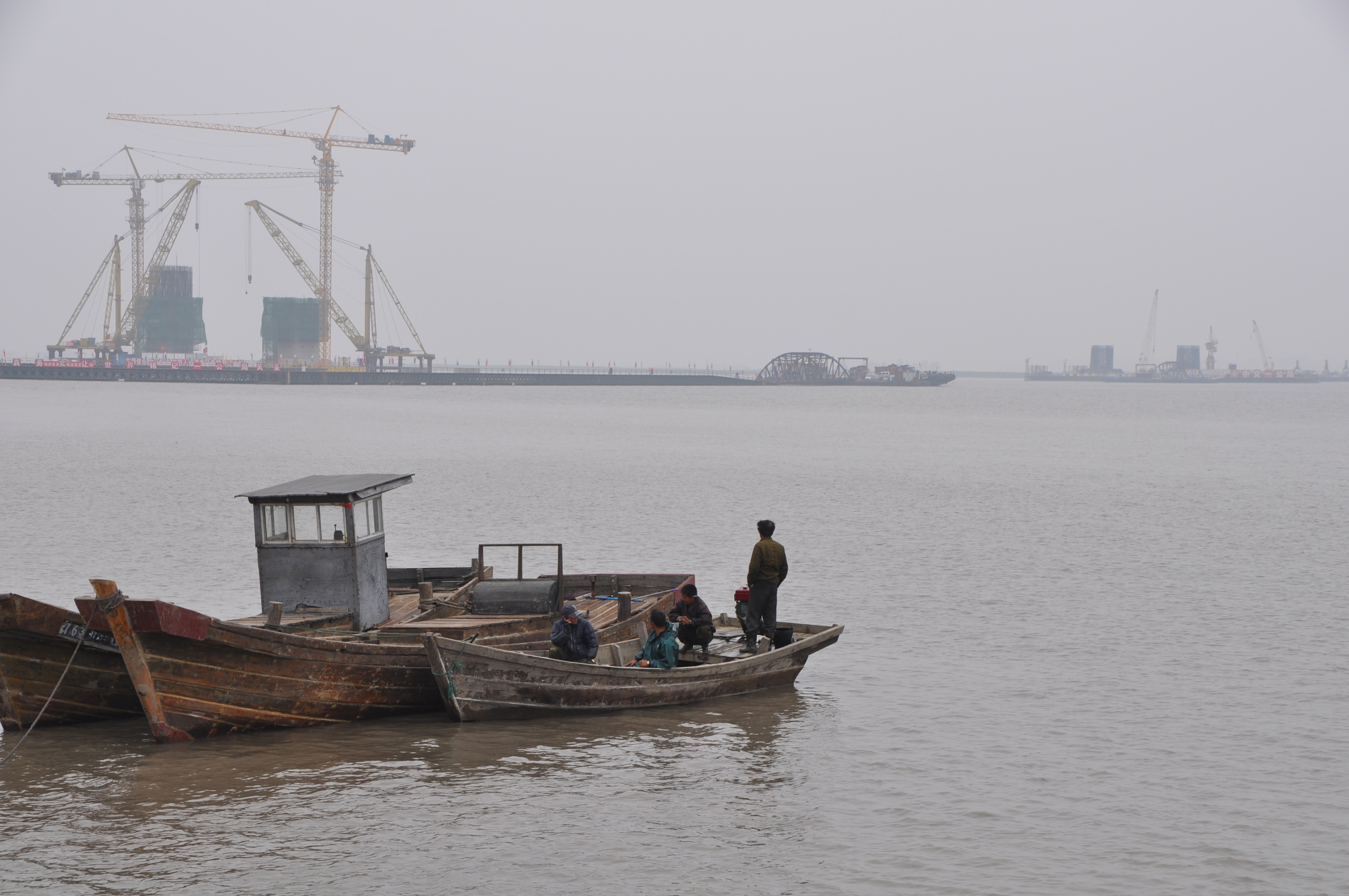
建设中的中朝鸭绿江界河公路大桥（2012年6月）